# Ligne 6 du métro de Madrid
Pour les articles homonymes, voir Ligne 6.
La ligne 6 est l'une des treize lignes du métro de Madrid en Espagne. Appelée Circular, elle est constituée de 28 stations qui composent un parcours circulaire de 23,5 km. Une autre ligne du métro de Madrid, la 12, est également de type circulaire.

## Tracé et stations
|  |   |  | Station               | Zone | Communes                                   | Correspondances |
|  | - |  | --------------------- | ---- | ------------------------------------------ | --- |
|  | • |  | Laguna                |      | Madrid (Latina)                            | Cercanías Madrid · Ligne C-5 des Cercanias de Madrid |
|  | • |  | Lucero                |      | Madrid (Latina)                            | |
|  | • |  | Alto de Extremadura   |      | Madrid (Latina)                            | |
|  | • |  | Puerta del Ángel      |      | Madrid (Latina)                            | |
|  | • |  | Príncipe Pío          |      | Madrid (Centre, Moncloa-Aravaca)           | Ligne 10 du métro de Madrid · Ligne R du métro de Madrid · Cercanías Madrid · Ligne C-1 des Cercanias de Madrid · Ligne C-7 des Cercanias de Madrid · Ligne C-10 des Cercanias de Madrid |
|  | • |  | Argüelles             |      | Madrid (Centre, Chamberí, Moncloa-Aravaca) | Ligne 3 du métro de Madrid · Ligne 4 du métro de Madrid |
|  | • |  | Moncloa               |      | Madrid (Chamberí, Moncloa-Aravaca)         | Ligne 3 du métro de Madrid |
|  | • |  | Ciudad Universitaria  |      | Madrid (Moncloa-Aravaca)                   | |
|  | • |  | Vicente Aleixandre    |      | Madrid (Chamberí, Moncloa-Aravaca)         | |
|  | • |  | Guzmán el Bueno       |      | Madrid (Chamberí, Moncloa-Aravaca)         | Ligne 7 du métro de Madrid |
|  | • |  | Cuatro Caminos        |      | Madrid (Chamberí, Tetuán)                  | Ligne 1 du métro de Madrid · Ligne 2 du métro de Madrid |
|  | • |  | Nuevos Ministerios    |      | Madrid (Chamartín, Chamberí, Tetuán)       | Ligne 8 du métro de Madrid · Ligne 10 du métro de Madrid · Cercanías Madrid · Ligne C-1 des Cercanias de Madrid · Ligne C-2 des Cercanias de Madrid · Ligne C-3 des Cercanias de Madrid · Ligne C-4 des Cercanias de Madrid · Ligne C-7 des Cercanias de Madrid · Ligne C-8 des Cercanias de Madrid · Ligne C-10 des Cercanias de Madrid |
|  | • |  | República Argentina   |      | Madrid (Chamartín)                         | |
|  | • |  | Avenida de América    |      | Madrid (Chamartín, Salamanca)              | Ligne 4 du métro de Madrid · Ligne 7 du métro de Madrid · Ligne 9 du métro de Madrid |
|  | • |  | Diego de León         |      | Madrid (Salamanca)                         | Ligne 4 du métro de Madrid · Ligne 5 du métro de Madrid |
|  | • |  | Manuel Becerra        |      | Madrid (Salamanca)                         | Ligne 2 du métro de Madrid |
|  | • |  | O'Donnell             |      | Madrid (Retiro, Salamanca)                 | |
|  | • |  | Sainz de Baranda      |      | Madrid (Retiro)                            | Ligne 9 du métro de Madrid |
|  | • |  | Conde de Casal        |      | Madrid (Retiro)                            | (2028) |
|  | • |  | Pacífico              |      | Madrid (Retiro)                            | Ligne 1 du métro de Madrid |
|  | • |  | Méndez Álvaro         |      | Madrid (Arganzuela)                        | Cercanías Madrid · Ligne C-1 des Cercanias de Madrid · Ligne C-5 des Cercanias de Madrid · Ligne C-7 des Cercanias de Madrid · Ligne C-10 des Cercanias de Madrid |
|  | • |  | Arganzuela-Planetario |      | Madrid (Arganzuela)                        | |
|  | • |  | Legazpi               |      | Madrid (Arganzuela)                        | Ligne 3 du métro de Madrid |
|  | • |  | Usera                 |      | Madrid (Usera)                             | |
|  | • |  | Plaza Elíptica        |      | Madrid (Carabanchel, Usera)                | Ligne 11 du métro de Madrid |
|  | • |  | Opañel                |      | Madrid (Carabanchel)                       | |
|  | • |  | Oporto                |      | Madrid (Carabanchel)                       | Ligne 5 du métro de Madrid |
|  | • |  | Carpetana             |      | Madrid (Carabanchel, Latina)               | |

## Histoire
Le premier tronçon de la ligne, entre Pacífico, dans l'arrondissement du Retiro au sud-est, et Cuatro Caminos, dans celui de Chamberí au nord, est ouvert à la circulation le 11 octobre 1979. 

## Projets
En 2025, la ligne devrait être entièrement automatisée. Toutes les stations seront équipées de portes palières et la fréquence des trains sera augmentée.